# Aller-Lena
Aller-Lena este o arie protejată (sit de importanță comunitară — SCI) din Spania întinsă pe o suprafață de 13.098,08 ha, integral pe uscat.

## Localizare
Centrul sitului Aller-Lena este situat la coordonatele 43°02′48″N 5°35′19″W / 43.0467°N 5.5885°V.

## Înființare
Situl Aller-Lena a fost declarat sit de importanță comunitară în februarie 2004 pentru a proteja 2 specii de plante și 38 de specii de animale.

## Biodiversitate
Situată în ecoregiunea atlantică, aria protejată conține 14 habitate naturale: Păduri de stejar galițio-portugheze cu Quercus robur și Quercus pyrenaica, Grohotișuri termofile și vest-mediteraneene, Pajiști oro-iberice cu Festuca indigesta, Roci stâncoase cu vegetație pionieră de Sedo-Scleranthion sau Sedo albi-Veronicion dillenii, Pajiști alpine și boreale, Păduri de fag acidofile atlantice, cu subarboret de Ilex și, uneori, de asemenea, Taxus, la nivelul arbuștilor (Quercion robori-petraeae sau Ilici-Fagenion), Pajiști uscate europene, Păduri aluvionare cu Alnus glutinosa și Fraxinus excelsior (Alno-Padion, Alnion incanae, Salicion albae), Fânețe de joasă altitudine (Alopecurus pratensis, Sanguisorba officinalis), Lande oro-mediteraneene cu formațiuni endemice de grozamă, Pajiști uscate seminaturale și facies de acoperire cu tufișuri pe substraturi calcaroase (Festuco-Brometalia) (* situri importante pentru orhidee), Pante stâncoase calcaroase cu vegetație casmofită, Pajiști alpine și subalpine calcaroase, Păduri de Ilex aquifolium.
La baza desemnării sitului se află mai multe specii protejate:
- plante (2): Narcissus asturiensis, Narcissus pseudonarcissus subsp. nobilis
- păsări (29): uliu porumbar (Accipiter gentilis), Alectoris rufa, fâsă-de-câmp (Anthus campestris), acvilă de munte (Aquila chrysaetos), caprimulg (Caprimulgus europaeus), șerpar (Circaetus gallicus), erete vânăt (Circus cyaneus), porumbel gulerat (Columba palumbus), cioară neagră (Corvus corone), cuc (Cuculus canorus), ciocănitoare neagră (Dryocopus martius), presură de grădină (Emberiza hortulana), șoim călător (Falco peregrinus), vulturul pleșuv sur (Gyps fulvus), acvilă pitică (Hieraaetus pennatus), sfrâncioc roșiatic (Lanius collurio), ciocârlie de pădure (Lullula arborea), gușă albastră (Luscinia svecica), gaia neagră (Milvus migrans), vultur egiptean (Neophron percnopterus), Perdix perdix hispaniensis, viespar (Pernis apivorus), coțofană (Pica pica), Pyrrhocorax pyrrhocorax, sitar de pădure (Scolopax rusticola), silvie de tufiș (Sylvia undata),  cocoș de munte (Tetrao urogallus), sturz-cântător (Turdus philomelos), sturzul de vâsc (Turdus viscivorus)
- amfibieni (1): Chioglossa lusitanica
- mamifere (5): vidră de râu (Lutra lutra), liliacul mediteranean cu potcoavă (Rhinolophus euryale), liliacul mare cu potcoavă (Rhinolophus ferrumequinum), liliacul mic cu potcoavă (Rhinolophus hipposideros), urs brun (Ursus arctos)
- nevertebrate (1): rădașcă (Lucanus cervus)
- reptile (2): Lacerta monticola, Lacerta schreiberi

Pe lângă speciile protejate, pe teritoriul sitului au mai fost identificate 1 specie de păsări, 1 specie de amfibieni, 9 specii de mamifere.